# جانکارلو آنتونیونی
جانکارلو آنتونیونی (به ایتالیایی: Giancarlo Antognoni) بازیکن فوتبال و مدافع اهل ایتالیا است 

## تیم ملی
از سال ۱۹۷۴ میلادی عضو تیم ملی فوتبال ایتالیا بوده و در ۷۰ بازی ملی حضور داشته‌است. او در بازی‌های ملی‌اش ۷ گل به ثمر رساند.
جیانکارلو آنتونیونی آخرین بازی ملی خود را در سال ۱۹۸۳ میلادی انجام داد.